# Sida gertiana
Sida gertiana är en malvaväxtart som beskrevs av Antonio Krapovickas. Sida gertiana ingår i släktet sammetsmalvor, och familjen malvaväxter. Inga underarter finns listade i Catalogue of Life.